# Heijō-kyō
Heijō-kyō (jap. 平城京 także Heizei-kyō; „stolica pokoju”) – stolica Japonii okresu Nara. Zwana również „stolicą Nara” (jap. 奈良の都 Nara no miyako). Wzorowana była na stolicy dynastii Tang w Xi’an i stolicy północnej dynastii Wei w Luoyang. Obecnie znajduje się w pobliżu miast Nara i Yamatokōriyama. Pełniła rolę stolicy w latach 710–740 i 745–784.

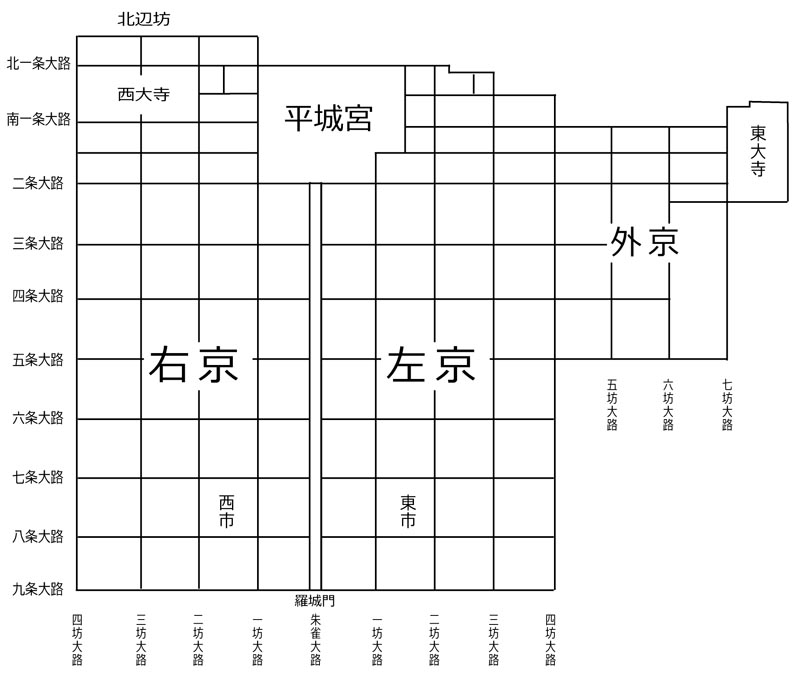
Plan Heijō-kyō

Japończycy przy projektowaniu stolicy, wbrew chińskim wzorcom, odeszli od wzoru idealnego prostokąta. Wytyczono obszar o wymiarach ok. 4,3 na 4,8 km. Za północno-wschodnim krańcem miasta, poza podstawowym prostokątem, powstała dzielnica zwana gekyō (jap. 外京 „zewnętrzna stolica”) o rozmiarach ok. 2,2 na 1,7 km. Od północy natomiast dodano pas ziemi o rozmiarach ok. 1,1 na 0,26 km zwany ukyō-hoku-henbō (jap. 右京北辺坊 „rejon północny prawej stolicy”). Miasto podzielono bowiem na lewą stolicę (jap. 左京 sakyō) i prawą stolicę (jap. 右京 ukyō). Pomiędzy tymi częściami przebiegała szeroka na 85 metrów aleja zwana Suzaku-ōji (jap. 朱雀大路). Ulice i aleje w mieście krzyżowały się pod kątem prostym. Ulice miały szerokość 24 m i 12 m.